# Pedra Angular (álbum)
Pedra Angular é o décimo sétimo álbum de estúdio da banda Catedral, lançado em 2010 pela gravadora Line Records.
Sendo uma das mais bem sucedidas do grupo, a obra se destacou pelo pop rock aliado à instrumentos e arranjos até então não explorados pelo grupo, como cordas. Segundo o vocalista Kim, o trabalho é uma homenagem aos fãs, Deus e à origem do grupo. Dentre as doze faixas, seis são regravações.[carece de fontes?] O evento de lançamento de Pedra Angular ocorreu na casa de shows Rio Sampa.

## Faixas
1. "Tudo Pode Mudar"
2. "Pedra Angular"
3. "Ao Teu Lado"
4. "Meio sem Querer"
5. "E o que é o Amor"
6. "Teu Sorriso"
7. "Quem me Dera"
8. "Amor Verdadeiro"
9. "Onde o Amor Reinar"
10. "Blecaute"
11. "Homens e Vozes"
12. "Pai Nosso"

## Ficha técnica
- Kim: Voz
- Júlio Cezar: Baixo
- Eliaquim Guilherme Morgado: Bateria
- Diego Cezar: Guitarras e violões